# Xanthorhoe propugnata
Xanthorhoe propugnata là một loài bướm đêm trong họ Geometridae.